# ضدبرنامه (فیلم)
در توزیع فیلم، ضدبرنامه راهبرد بازاریابی یک استودیو برای توزیع فیلمی است که برای جمعیت مخاطب جذاب است. اما توسط فیلم دیگری یا رویدادی غیر سینمایی هدف قرار نمی‌گیرد.
ضدبرنامه در فیلم‌ها یک استراتژی (راهبرد) برای پخش فیلمی است که برای جمعیت مخاطب جذابیت دارد. اما توسط فیلم دیگری یا رویدادی غیرسینمایی هدف قرار نمی‌گیرد.